# Brevipalpus mingoraensis
Brevipalpus mingoraensis är en spindeldjursart som beskrevs av Mohammad Nazeer Chaudhri och Akbar 1985. Brevipalpus mingoraensis ingår i släktet Brevipalpus och familjen Tenuipalpidae. Inga underarter finns listade.